# Borgo Maggiore

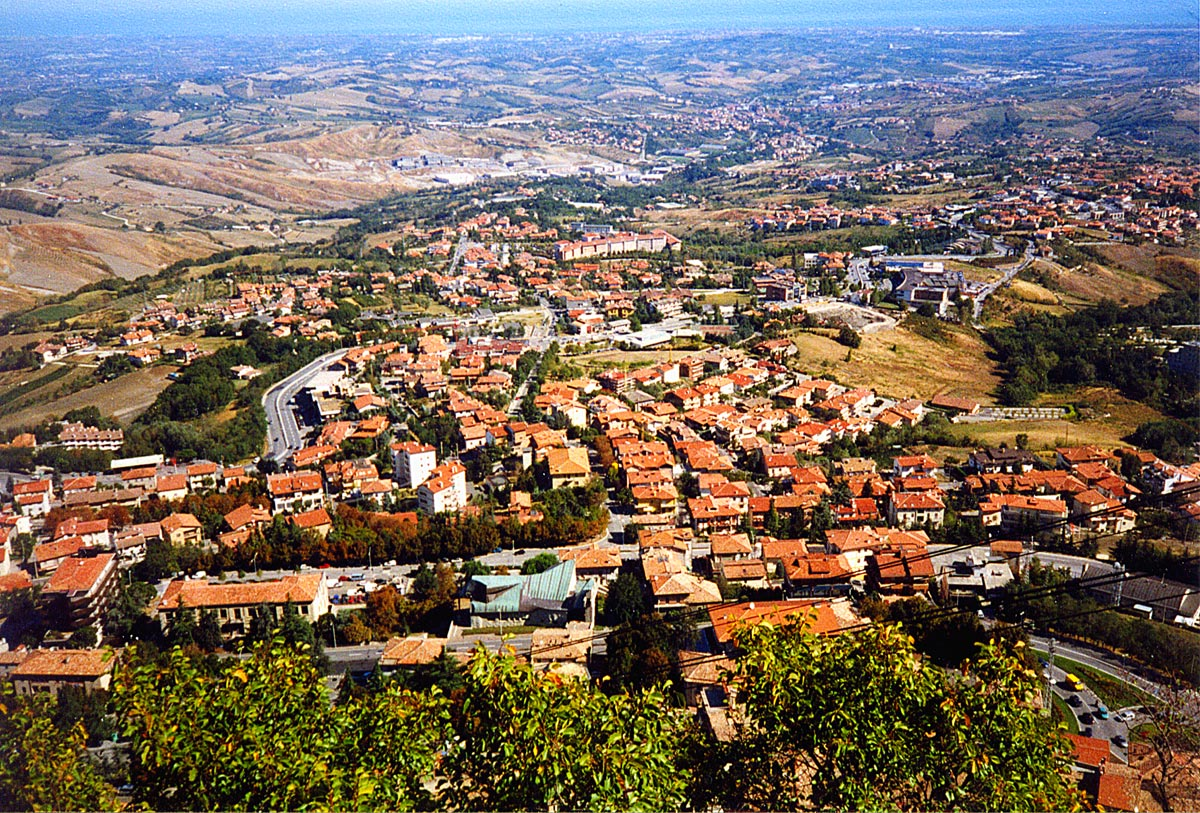
Panorama Borgo Maggiore

Borgo Maggiore – jeden z 9 zamków San Marino. Jest drugim co wielkości zamkiem w państwie. Dawniej nazywany był Mercatale (Rynek). Do dziś pozostaje jedną z najważniejszych miejscowości handlowych. W 2012 roku liczył 6609 mieszkańców.

## Geografia
Borgo Maggiore graniczy z sanmaryńskimi miastami Serravalle, Domagnano, Faetano, Fiorentino, San Marino i Acquaviva oraz włoskim Verucchio.

## Gminy
Borgo Maggiore dzieli się na sześć gmin:
- Cà Melone
- Cà Rigo
- Cailungo
- San Giovanni sotto le Penne
- Valdragone
- Ventoso